# Comté de Gloucester (Virginie)
Pour les articles homonymes, voir Comté de Gloucester et Gloucester (homonymie).
Le comté de Gloucester est un comté de Virginie, aux États-Unis dont le siège est Gloucester Courthouse. La population du comté est de 36 858 habitants au dernier recensement de 2010.
Sa superficie est de 750 km2, dont 560 en terre ferme. 